# Burgui (football)
Jorge Franco Alviz, dit Burgui, né le 29 octobre 1993 à Burguillos del Cerro en Espagne, est un footballeur espagnol évoluant au poste d'ailier au Real Saragosse, en prêt du Deportivo Alavés.

## Biographie
Le 13 février 2020, Burgui est prêté au Real Saragosse pour six mois avec une option d'achat qui sera levée en cas de montée en première division,.